# James Bausch
James Bausch (anglès: James Aloysius Bernard «Jim» Bausch)  (Marion, 29 de març de 1906 - Hot Springs, 9 de juliol de 1974), també conegut com a Jim Bausch, va ser un atleta estatunidenc, especialista en decatló, que va competir durant la dècada de 1930.
Estudià a la Universitat de Kansas, on jugà a futbol americà i bàsquet. El 1932 va prendre part en els Jocs Olímpics de Los Angeles, on va guanyar la medalla d'or en la competició del decatló del programa d'atletisme. Bausch també va jugar al futbol professional, com a corredor, amb els Chicago Cardinals i els Cincinnati Reds de la National Football League (NFL).
Durant la Segona Guerra Mundial, mentre servia amb la Marina dels Estats Units al Pacífic, va contreure osteomielitis i el dolor associat el va dur a l'alcoholisme. Bausch va superar ambdós problemes, i va dedicar els seus darrers anys de vida a ajudar altres pacients amb osteomielitis.